# Terra sem males
Na mitologia guarani, a terra sem males (Yvy marãe'ỹ em guarani) faz referência ao mito de uma terra onde não haveria fome, guerras ou doenças.

## Aspecto do paraíso Yvy Marã Ey
De acordo com a autora do livro História do Caminho de Peabiru, Rosana Bond, este paraíso tupi-guarani se configuraria numa ilha real que a grande maioria dos guaranis consideram estar localizada a leste, em alguma parte no Oceano Atlântico. Para se chegar a ela seria necessário estar no estado de perfeição que os indígenas denominam aguyjé (um estado espiritual). A ilha portanto não seria visível a qualquer mortal e se assim fosse a mesma se moveria para longe, pois somente os que estivessem em estado de perfeição poderiam adentrar. 
Na ilha moraria o deus criador Nhamandu, sua casa seria uma cabana. Dentro estariam o Jaguar Azul (Jaguarový ou Charía) e o Morcego Originário (Mbopí recoypý), ambos contidos pelo deus, pois se soltos o Jaguar Azul destruiria a humanidade e o Morcego Originário engoliria o sol. Do lado de fora da cabana estaria uma serpente, o que muitos acreditam ser uma Caninana. A cabana de Nhamandu estaria rodeada de trevas, mas em seu tórax ainda brilharia a luz criadora, a mesma que ele portava no começo da criação, e isso iluminaria os seus arredores.
De acordo com os indígenas, muitas aves migratórias vão para este lugar e retornam também. Aves como araras, tangarás e sabiás. Na ilha, tanto a fauna como a flora falariam como os humanos.[carece de fontes?]

## Busca da Terra sem Males
Em 1549, sofrendo com a colonização portuguesa, 12 000 a 14 000 indígenas partiram do litoral rumo aos Andes. Apenas trezentos chegaram a Chachalpoyas, no Peru, onde foram capturados e presos. Apesar de ter sido suposto que a busca a "terra sem males" tenha tido papel central nesses processos de resistência e migração,  trabalhos etno-históricos contestam a veracidade dessa teoria, pela ausência de dados empíricos que comprovem-na, sendo resultado de uma leitura redutiva das fontes documentais. Segundo o historiador Eduardo Neumann (2009):
"As migrações praticadas pelos guaranis estão ligadas ao sentido da terra, do território e do espaço social (...) Para os guaranis a terra não é uma divindade, mas está impregnada de toda experiência religiosa. A terra, por sua vez, é o suporte, um meio para eles efetivarem a sua economia de reciprocidade. É através da terra que eles procuram atingir toda sua plenitude. Assim, em determinadas ocasiões, devido à manifestações do líderes espirituais, por seu tom profético e a busca por novas terras, alguns etnógrafos sentiram-se autorizados a firmarem que todo o pensamento dos guaranis estava orientado em torno da terra sem mal".
Ainda, o mito da Terra sem Mal ou o mito do messianismo tupi-guarani teria sido generalizado a todas populações tupi-guarani, quando de fato era exclusivo aos apapocuva e tembés, etnografados por Nimuendaju.

## O Guajupiá dos tupinambás
Os tupinambás acreditavam na existência de Guajupiá, um paraíso para os mortos, alcançado com auxílio de rituais fúnebres e mais facilmente por aqueles com mérito bélico.